# Linda Sharples
Pour les articles homonymes, voir Sharples.
Linda Dawn Sharples est une statisticienne britannique qui est professeure de statistiques médicales à la London School of Hygiene and Tropical Medicine. Ses recherches portent sur l'analyse statistique des interventions médicales. Elle a fourni des conseils d'expert dans le cadre d'essais cliniques sur les maladies cardiovasculaires, le diabète et le cancer.

## Formation
Sharples a été formée à l'université de Nottingham, où elle s'est concentrée sur les mathématiques et les statistiques. Sa recherche doctorale portait sur la robustesse et l'approximation dans les modèles hiérarchiques (en) : sa thèse, intitulée « Aspects of robustness and approximation in hierarchical models » (1998), a été dirigée par Adrian Smith. Elle a rejoint l'université de Newcastle en tant que boursière postdoctorale en 1986.

## Recherche et carrière
En 1989, Sharples a rejoint l'unité de biostatistique du Conseil de la recherche médicale à Cambridge. Elle a été nommée chef de programme en 2000. À ce titre, elle a développé des méthodes statistiques d'évaluation des technologies de la santé. Les résultats de ses recherches ont été utilisés pour mettre à jour les études expérimentales et les modèles décisionnels du Royal Papworth Hospital NHS Foundation Trust (en). Elle a appliqué l'épidémiologie clinique aux greffes cardiothoraciques. Elle a évalué la procédure chirurgicale et développé des modèles multi-états pour décrire l'histoire de la maladie chronique.
En 2013, Sharples a quitté le MRC pour rejoindre l'unité des essais cliniques de l'Université de Leeds en tant que professeure de statistique, où elle a supervisé la division de la recherche globale en santé, qui se concentrait sur les essais en médecine musculo-squelettique et cardiovasculaire. Elle a siégé à la Commission du gouvernement du Royaume-Uni sur les médicaments à usage humain. Elle a rejoint la London School of Hygiene and Tropical Medicine en tant que professeure de statistiques médicales en 2017. Elle étudie comment les statistiques médicales peuvent être utilisées pour évaluer différentes interventions. Elle participe à une enquête sur les parcours de soins des patients atteints de cancer de l'intestin.

## Publications (sélection)
- (en) Samer A M Nashef, François Roques, Linda Sharples, Johan Nilsson, Christopher Smith, Antony R Goldstone et Ulf Lockowandt, « EuroSCORE II. », European Journal of Cardio-Thoracic Surgery, OUP, vol. 41, no 4,‎ 29 février 2012, p. 734-44; discussion 744-5 (ISSN 1010-7940 et 1873-734X, PMID 22378855, DOI 10.1093/EJCTS/EZS043).
- (en) Stephen P Hoole, Patrick M Heck, Linda Sharples, Sadia N Khan, Rudolf Martin Duehmke, Cameron G Densem, Sarah C Clarke, Leonard M Shapiro, Peter M Schofield, Michael O'Sullivan et David P Dutka, « Cardiac Remote Ischemic Preconditioning in Coronary Stenting (CRISP Stent) Study: a prospective, randomized control trial », Circulation, Lippincott Williams & Wilkins (d), vol. 119, no 6,‎ 2 février 2009, p. 820-827 (ISSN 0009-7322 et 1524-4539, OCLC 1554748, PMID 19188504, DOI 10.1161/CIRCULATIONAHA.108.809723).
- (en) Craig J Taylor, Eleanor Bolton, Susan Pocock, Linda D Sharples, Roger A Pedersen et J Andrew Bradley, « Banking on human embryonic stem cells: estimating the number of donor cell lines needed for HLA matching », The Lancet, Elsevier, vol. 366, no 9502,‎ 1er décembre 2005, p. 2019-2025 (ISSN 0140-6736 et 1474-547X, OCLC 01755507, PMID 16338451, DOI 10.1016/S0140-6736(05)67813-0).